# Fuenmiñana
Fuenmiñana (llamada oficialmente O Salvador de Fomiñá) es una parroquia española del municipio de Pastoriza, en la provincia de Lugo, Galicia.

## Otras denominaciones
La parroquia también es conocida por los nombres de El Salvador de Fonmiña y San Salvador de Fonmiña.

## Organización territorial
La parroquia está formada por diez entidades de población:
- Candas (Os Candás)
- Gruñedo (O Gruñedo)
- Guritos (Os Goritos)
- Iglesia (A Igrexa)
- Mercadeiros
- Paraxes
- Proida (A Proída)
- San Miguel
- Tombo (O Tombo)
- Val de Duque

## Demografía
| Gráfica de evolución demográfica de Fuenmiñana entre 2000 y 2020 |
|                                                                  |
| Datos según el nomenclátor publicado por el INE.                 |